# HTC TyTN II
HTC TyTN II (znany również jako HTC Kaiser/P4550) – smartfon firmy HTC, następca HTC TyTN. Ma wbudowany moduł telefonii komórkowej, obsługujący technologię 3.5G/HSDPA. Palmtop korzysta z systemu Windows Mobile 6.0 oraz 6.1 Professional.
Produkcja HTC TyTN II została wstrzymana 3 września 2009.

## Ogólna specyfikacja
- Wysuwana 41-klawiszowa klawiatura QWERTY
- Dotykowy ekran TFT o przekątnej 2,8"
- Obsługa technologii GPRS/EDGE/UMTS/HSDPA

## Wersje
Dostępne były 4 wersje smartfona:
- KAIS100 – bez aparatu
- KAIS110 – kamera 3 Mpx z tyłu telefonu z funkcją autofocus
- KAIS120 – kamera 3 Mpx z tyłu telefonu z funkcją autofocus i przednia kamera VGA do wideokonferencji
- KAIS130 – wersja ze zmienionym przednim panelem, wyprodukowana specjalnie dla sieci Era(T-Mobile), czyli tylko przeróbka KAIS120

## Nowości
- Na telefon komórkowy HTC TyTN II został zrobiony skin Windows Phone 7
- Czarodzieje techniczni z xda-developers.com stworzyli system android CyanogenMod 7 i 10 oraz JellyBean i Froyo.